# David Ramsey
David Ramsey (* 17. listopadu 1971, Detroit, Michigan, USA) je americký herec, který se proslavil rolemi v seriálech Dexter a Arrow a rolí ve filmu Mother and Child.

## Životopis
Ramsey se narodil v Detroitu rodičům Nathanielovi a Jeraldine Ramseyovým. Má 5 sourozenců. David je držitelem černého pásku v Jeet Kune Do, dále studoval box a tae kwon do.

## Kariéra

### 1977–1999
Ramsey má za sebou dlouholetou hereckou kariéru. Jeho první roli získal již v roce 1977 v seriálu Lovers and Friends, kde si zahrál roli Rhetta Saxtona (nahradil původního Boba Purveyho). Střihl si také hostující roli v thrillerech Sanctuary of Fear (1979) a The Clairvoyant (1982). První větší roli si zahrál až v roce 1987 ve filmu Scarred Stiff. Po té David delší dobu nehrál, až v roce 1995 se objevil jako jeden z komparzistů v televizním kriminálním seriálu Murder One stejně jako v roce 1996 v seriálu Space: Above and Beyond. Vedlejší roli si také zahrál po boku Eddieho Murphyho ve filmu Zamilovaný Profesor (1996), kde hrál jednoho z jeho studentů. Poté byl komparzistou v seriálech A Very Brady Sequel (1996), Her Costly Affair, Deutschlandlied a Con Air (1997).
První velká role přišla se seriálem The Good News, kde si zahrál v hlavní roli Pastora Davida Randolpha, mladého pastora majícího trable se zařazením se na svém novém místě v kostele. V roce 1998 si zahrál vedlejší role ve třech filmech, A Short Wait Between Trains, Rodina Matky Flory a Chips se vrací. V roce 1999 si zahrál významnější roli ve filmu Vzpoura v Port Chicagu a vedlejší ve filmu Tři do tanga.

### 2000 – 2008
V roce 2000 si David zahrál hlavní roli ve filmu Ali: An American Hero, kde ztvárnil známého amerického boxera Cassiuse Claye známého jako Muhammad Ali. Tentýž rok si zahrál roli Sidneyho Parkera ve filmu Pošli to dál , kde mimo jiné hrála i Helen Hunt. V roce 2001 se objevil v několika dílech seriálu For Your Love v roli Briana. Téhož roku si střihl hostující role v seriálech (Zloději, Girfriends) a jednu z hlavních rolí ve filmu Bláznivý šaman. V roce 2002 si zahrál ve filmu Romeo Fire a v seriálech For The People a Ten, kdo tě chrání.
V roce 2003 si zahrál Sama Gabla ve filmu The Flannerys a hostující role v seriálech Křižovatky medicíny, Námořní vyšetřovací služba, a One on One. V roce 2004 jsme mohli Davida zahlédnout v seriálech Drzá Jordan, Kriminálka Miami, Salon Krásy, Second Time Around nebo Čarodějky. V roce 2005 si opět zahrál v hlavní roli a to ve filmu Resurrection: The J.R. Richard Story, dojemný příběh o slavném baseballovém nadhazovači. Ten rok si také zahrál v pár dílech seriálu Huff a Rustyho v All of Us. Také si zahrál v televizních filmech Batsheba, Jane Doeová: Jiná tvář a Central Brooking, dostal také vedlejší roli, Willa Bennetta, v seriálu Posel ztracených duší, kde hrál během čtyř let ve čtyřech dílech.
V roce 2006 si David zahrál ve filmech Ahoj Ségro, Sbohem živote!, Smrtelná nákaza a v seriálech Západní křídlo a Kriminálka Las Vegas. V roce 2007 pak v seriálech Myšlenky zločince, Cestovatel a ve akčním krimi filmu Bobby Z, kde hrál mimo jiné i Paul Walker a Laurence Fishburne. V roce 2008 hrál jednu z hlavních rolí Dona Merritta v seriálu Hollywood Residential, který po 8 dílech zrušili. Dále si zahrál vedlejší roli v osmi dílech seriálu Wildfire, kde ztvárnil Dr. Noaha Gleasona. V tomto roce zvládl ještě vedlejší roli v krimi dramatu The Coverup.
Během let 2008 až 2008 hrál v seriálu Dexter. Poprvé se v seriálu objevil v prvním dílu třetí řady „Náš otec“ a naposledy v pátém dílu čtvrté řady „Drsný Harry“- David ztvárnil postavu Antona Briggse informátora, který pracoval pro detektiva Joeyho Quinna a byl také přítelem Debry Morganové, sestry hlavního hrdiny Dextera Morgana. Anton se stal obětí sériového vraha "Kožaře", jinak také známého jako George King. "Kožař" Antona mučil, avšak nestihl ho zabít, protože byl vyrušen Debrou a Quinnem.

### 2009 - 2020:Arrowa další role
V roce 2009 si David zahrál jednu z hlavních rolí v americko-španělském dramatu Mother and Child, kterému se dostalo vysokého hodnocení. David v něm ztvárnil roli Josepha, manžela jedné ze tří hlavních hrdinek Lucy, kterou ztvárnila herečka Kerry Washington. Ve filmu si mimo jiné zahrál i Samuel L. Jackson a Naomi Watts.
Pár vedlejších vedlejších rolí si zahrál, například v seriálech Castle na zabití (2009), Chirurgové (2010), Ala Druzinskyho v 8 dílech Outlaw (2010), The Defenders (2010 - 2011), v 16 dílech seriálu Spravedlnost v krvi v roli Majora Cartera Poolea a nově i vedlejší roli ve filmu Accidental Love (2015), Draft (2014).
Nejvýznamnější rolí Davidovi kariéry je uričtě role Johna „Digga“ Diggla, který je podle českých fanoušků seriálu, kteří hlasovali na stránce edna.cz, čtvrtou nejoblíbenější postavou seriálu Arrow od televizní stanici The CW. John Diggle je bývalý americký voják, který byl najat jako bodyguard Olivera Queena, ztvárněného Stephenem Amellem, a později se stane členem týmu Arrow, společně s Felicity Smoak, ztvárněnou Emily Bett Rickards. David se také objevil v crossoveru mezi seriály Arrow a The Flesh, v díle „Flesh vs. Arrow“.

## Filmografie

### Film
| Rok  | Název                                | Role             | Poznámky |
| ---- | ------------------------------------ | ---------------- | -------- |
| 1987 | Scared Stiff                         | George Masterson |          |
| 1996 | Zamilovaný profesor                  | student          |          |
| 1996 | Bradyovi 2                           | Brent, záchranář |          |
| 1997 | Con Air                              | Londell          |          |
| 1998 | A Short Wait Between Trains          | Jenkins          |          |
| 1999 | Tři do tanga                         | Bill             |          |
| 2000 | Pošli to dál                         | Sidney Parker    |          |
| 2001 | Bláznivý šaman                       | Vince Lee        |          |
| 2004 | Hair Show                            | Cliff            |          |
| 2005 | Resurrection: The J.R. Richard Story | J.R. Richard     |          |
| 2005 | Bathsheba                            | král David       |          |
| 2007 | Bobby Z                              | Wayne            |          |
| 2008 | The Coverup                          | Bill Daily       |          |
| 2009 | The Rub                              | Cam Stewart      |          |
| 2009 | Mother and Child                     | Joseph           |          |
| 2014 | Velký draft                          | Thompson         |          |
| 2015 | Accidental Love                      | Bill Harshtone   |          |

### Televize
| Rok       | Název                      | Role                   | Poznámky                           |
| --------- | -------------------------- | ---------------------- | ---------------------------------- |
| 1995      | Murder One                 | reportér               | díl: „Chapter Two“                 |
| 1996      | Deutschlandlied            | George                 | mini-seriál                        |
| 1996      | Space: Above and Beyond    | dohled                 | díl: „The Angriest Angel"“         |
| 1996      | Her Costly Affair          | Shep Walker            | TV film                            |
| 1997–98   | The Good News              | pastor David Randolph  | hlavní role, 22 dílů               |
| 1998      | Chips se vrací             | strážník McFall        | TV film                            |
| 1998      | Rodina matky Flory         | Booker Palmer          | TV film                            |
| 1999      | Vzpoura v Port Chicagu     | Vernon Nettles         | TV film                            |
| 2000      | Ali: An American Hero      | Muhammad Ali           | TV film                            |
| 2000–01   | For Your Love              | Brian                  | 4 díly                             |
| 2001      | Girlfriends                | Randall                | díl: „Mom's the Word"“             |
| 2001      | Zloději                    | agent Victor           | díl: „The Long Con“                |
| 2002      | For the People             |                        | díl: „To DNA or Not to DNA“        |
| 2002      | Romeo Fire                 |                        | TV film                            |
| 2002      | The Guardian               | Debordův právník       | díl: „No Good Deed“                |
| 2002–03   | One on One                 | Jayden                 | 2 díly                             |
| 2003      | The Flannerys              | Sam Gable              | TV film                            |
| 2003      | Křižovatky medicíny        | Jake Cortese           | díl: „Breathing Lessons“           |
| 2003      | Námořní vyšetřovací služba | agent Richard Owens    | díl: „Kletba“                      |
| 2004      | Drzá Jordan                | agent Scannell         | díl: „První úkol“                  |
| 2004      | Kriminálka Miami           | strážník Everhart      | díl: „Falešný kriminalista“        |
| 2004      | Čarodějky                  | Démon vyšší třídy      | díl: „Čaroklání“                   |
| 2004      | Second Time Around         | Travis Byrd            | díl: „A Kiss Is Still a Kiss“      |
| 2005      | Central Booking            | Troy Stonebreaker      | TV film                            |
| 2005      | Huff                       | Clay                   | 3 díly                             |
| 2005      | All of Us                  | Rusty                  | vedlejší role, 6 dílů              |
| 2005      | Jane Doe: The Wrong Face   | Mac                    | TV film                            |
| 2005–08   | Posel ztracených duší      | Will                   | 4 díly                             |
| 2006      | Ahoj ségro, sbohem živote! | strýček Dennis Klein   | TV film                            |
| 2006      | Západní křídlo             | Teddy                  | 2 díly                             |
| 2006      | Smrtelná nákaza            | Curtis Ansen           | TV film                            |
| 2006      | Kriminálka Las Vegas       | Gerald Crowley         | díl: „Vyhaslý“                     |
| 2007      | Myšlenky zločince          | Wakeland               | díl: „Strach a odpor“              |
| 2007      | Cestovatel                 | Det. Wilson Hargreaves | díl: „The Legend of Dylan McCleen“ |
| 2008      | Hollywood Residential      | Don Merritt            | hlavní role, 8 dílů                |
| 2008      | Wildfire                   | Dr. Noah Gleason       | vedlejší role, 8 dílů              |
| 2008–09   | Dexter                     | Anton Briggs           | vedlejší role, 17 dílů             |
| 2009      | Castle na zabití           | Jim Wheeler            | díl: „Nekonečná identita“          |
| 2010      | Chirurgové                 | Jimmy Thompson         | díl: „Smrt paní Clarkové“          |
| 2010      | Outlaw                     | Al Druzinsky           | hlavní role, 8 dílů                |
| 2011–2017 | Spravedlnost v krvi        | starosta Carter Poole  | vedlejší role, 20 dílů             |
| 2012–2020 | Arrow                      | John Diggle/Spartan    | hlavní role                        |
| 2014–2018 | The Flash                  | John Diggle/Spartan    | 5 dílů                             |
| 2016–2017 | DC's Legends of Tomorrow   | John Diggle/Spartan    | 2 díly                             |